# Pseudosolisia valdeziana
Pseudosolisia valdeziana là một loài thực vật có hoa trong họ Cactaceae. Loài này được (Møller) Y. Itô miêu tả khoa học đầu tiên năm 1981.